# حاسي خليفة
حاسي خليفة بلدية جزائرية تابعة دائرة حاسي خليفة ولاية الوادي تقع بين الدبيلة و الطالب العربي يقطنها 31784 نسمة 
تقع مدينة حاسي خليفة 30 كلم من الشرق من مقر الولاية ولاية الوادي 50 كلم عن الحدود التونسية.يغلب على المدينة الطابع الفلاحي تشتهر هذه المدينة بزراعة البطاطا حيث في سنة 2011 تحصلت على المرتبة الأولى على مستوى الجمهورية الجزائرية من حيث إنتاج البطاطا وبدات في المدة الأخيرة بزراعة الطماطم والبطيخ الأحمر والقمح
يشق المدينة الطريق الوطني رقم 16.تشتهر مدينة حاسي خليفة بمعركة هود كريم 17/11/1954. أشهر الأحياء حي النصر. أولاد احميد.الشهداء.الهماسية.المرزاقة.النزلة الشرقية.

## المناخ
يظهر الجدول التالي التغييرات المناخية على مدار السنة لحاسي خليفة:
| البيانات المناخية لـحاسي خليفة    | البيانات المناخية لـحاسي خليفة | البيانات المناخية لـحاسي خليفة | البيانات المناخية لـحاسي خليفة | البيانات المناخية لـحاسي خليفة | البيانات المناخية لـحاسي خليفة | البيانات المناخية لـحاسي خليفة | البيانات المناخية لـحاسي خليفة | البيانات المناخية لـحاسي خليفة | البيانات المناخية لـحاسي خليفة | البيانات المناخية لـحاسي خليفة | البيانات المناخية لـحاسي خليفة | البيانات المناخية لـحاسي خليفة | البيانات المناخية لـحاسي خليفة |
| الشهر                             | يناير                          | فبراير                         | مارس                           | أبريل                          | مايو                           | يونيو                          | يوليو                          | أغسطس                          | سبتمبر                         | أكتوبر                         | نوفمبر                         | ديسمبر                         | المعدل السنوي                  |
| --------------------------------- | ------------------------------ | ------------------------------ | ------------------------------ | ------------------------------ | ------------------------------ | ------------------------------ | ------------------------------ | ------------------------------ | ------------------------------ | ------------------------------ | ------------------------------ | ------------------------------ | ------------------------------ |
| متوسط درجة الحرارة الكبرى °م (°ف) | 17.0 (62.6)                    | 19.6 (67.3)                    | 23.5 (74.3)                    | 27.9 (82.2)                    | 32.8 (91.0)                    | 37.3 (99.1)                    | 41.1 (106.0)                   | 40.2 (104.4)                   | 35.6 (96.1)                    | 29.0 (84.2)                    | 22.2 (72.0)                    | 17.3 (63.1)                    | 28.6 (83.5)                    |
| المتوسط اليومي °م (°ف)            | 10.9 (51.6)                    | 13.2 (55.8)                    | 16.6 (61.9)                    | 20.7 (69.3)                    | 25.4 (77.7)                    | 30.1 (86.2)                    | 33.1 (91.6)                    | 32.6 (90.7)                    | 28.7 (83.7)                    | 22.5 (72.5)                    | 16.0 (60.8)                    | 11.5 (52.7)                    | 21.8 (71.2)                    |
| متوسط درجة الحرارة الصغرى °م (°ف) | 4.8 (40.6)                     | 6.8 (44.2)                     | 9.8 (49.6)                     | 13.5 (56.3)                    | 18.0 (64.4)                    | 23.0 (73.4)                    | 25.2 (77.4)                    | 25.0 (77.0)                    | 21.9 (71.4)                    | 16.1 (61.0)                    | 9.9 (49.8)                     | 5.7 (42.3)                     | 15.0 (58.9)                    |
| الهطول مم (إنش)                   | 8 (0.3)                        | 8 (0.3)                        | 11 (0.4)                       | 7 (0.3)                        | 6 (0.2)                        | 2 (0.1)                        | 0 (0)                          | 1 (0.0)                        | 6 (0.2)                        | 8 (0.3)                        | 11 (0.4)                       | 8 (0.3)                        | 76 (2.8)                       |
| المصدر: climate-data.org          |                                |                                |                                |                                |                                |                                |                                |                                |                                |                                |                                |                                |                                |